# Je déteste la Saint-Valentin

Je déteste la Saint-Valentin (I Hate Valentine's Day) est une comédie romantique réalisée par Nia Vardalos en 2009.

## Synopsis
Geneviève est une jeune femme pleine de vie très appréciée dans son quartier, notamment grâce aux conseils qu'elle prodigue concernant les aventures sentimentales des uns et des autres. Célibataire, elle a un fonctionnement relationnel très atypique : elle explore toutes les facettes de la passion en cinq rendez-vous, puis s'en va; elle ne cherche point de relation stable, afin de toujours entretenir le désir et de ne pas être blessée. 
Elle tient un magasin de fleurs, dans lequel se rend Greg juste avant la saint-Valentin. Ce nouvel habitant du quartier, veut en effet offrir des fleurs à sa nouvelle petite amie, laquelle va tout de suite rompre.
C'est alors que Greg va séduire Geneviève... pour cinq rendez-vous ?

## Fiche technique
- Titre original : I Hate Valentine's Day
- Réalisation : Nia Vardalos
- Scénario : Stephen David, Nia Vardalos et Ben Zook
- Producteurs : Madeleine Sherak, William Sherak et Jason Shuman
- Producteur exécutif : Dominic Ianno
- Producteur associé : Marianne E. Titiriga
- Compositeur : Keith Power
- Directeur de la photographie : Brian Pryzpek
- Monteur : Steve Edwards et Tony Lombardo
- Chef décoratrice : Dara Wishingrad
- Costumière : Jenny Gering
- Directeur du casting : Todd M. Thaler

## Distribution
- Nia Vardalos (VF : Céline Monsarrat) : Genevieve Gernier
- John Corbett (VF : Jérôme Keen) : Greg Galtin
- Jay O. Sanders : Tim le livreur
- Zoe Kazan (VF : Chantal Macé) : Tammy Greenwood